# Consejo Económico y Social de las Naciones Unidas
El Consejo Económico y Social (Ecosoc) de la Organización de las Naciones Unidas asiste a la Asamblea General para promover la cooperación y desarrollo económico, social e internacional de los recursos humanos y financieros de todo el sistema de las Naciones Unidas.
Lo componen 54 Estados miembros, tiene por objetivo examinar los problemas económicos y sociales, elaborar recomendaciones y proponer políticas frente a esas problemáticas, y convocar conferencias internacionales para presentar proyectos, programas, entre otros. El ECOSOC es el encargado de coordinar la labor de los quince organismos especializados, de las diez comisiones orgánicas y de las cinco comisiones regionales de la ONU, e igualmente los organismos no gubernamentales que competan a sus funciones; recibe informes de once fondos y programas de la organización; y emite recomendaciones de política dirigidas al sistema de las Naciones Unidas y a los Estados miembros. El documento oficial que dicta las jurisdicciones y poderes del Consejo Económico y Social es la Carta de las Naciones Unidas en su capítulo X. Para desempeñar su mandato, el Consejo Económico y Social consulta con representantes de los sectores académico y empresarial y con más de 2100 organizaciones no gubernamentales registradas.

## Período de sesiones
El Consejo celebra en julio de cada año un período de sesiones sustantivo de cuatro semanas de duración, un año en Nueva York y otro en Ginebra. El período de sesiones incluye una serie de sesiones de alto nivel, en la que los ministros de los gobiernos nacionales y los jefes de organismos internacionales y otros altos funcionarios centran su atención en un tema determinado de importancia mundial.

## Miembros
En 1965, la Carta de Naciones Unidas fue enmendada en su artículo 61 y se aumentaron los miembros del Consejo Económico y Social de 18 a 27 y, en 1973, de 27 a 54.
ECOSOC cuenta actualmente con un total de 54 miembros que la Asamblea General elige por períodos de tres años. 

### Mesa del Consejo Económico y Social
Cada año, a comienzos de cada período de sesiones anual, el Consejo elige la Mesa. Las principales funciones de la Mesa consisten en proponer el programa, elaborar un programa de trabajo y organizar el período de sesiones con el apoyo de la Secretaría General de las Naciones Unidas.

## Comisiones regionales
Para facilitar su labor el ECOSOC ha creado las siguientes comisiones regionales que son:
- Comisión Económica y Social para Asia y el Pacífico (CESPAP, 1947)
- Comisión Económica para Europa (CEPE, 1947).
- Comisión Económica para América Latina y el Caribe (CEPAL, 1948)
- Comisión Económica para África (CEPA, 1958).
- Comisión Económica y Social para Asia Occidental (CESPAO, 1973)